# Seetalhornbahn
De Seetalhornbahn is een gondelbaan die tussen 1984 en 2010 in gebruik was in het Zwitserse bergdorp Grächen.

## Geschiedenis
Nadat midden jaren 1970 bleek dat de skipisten van het bergdorp niet toereikend waren om de groeiende stroom gasten op te vangen, werd het plan opgevat om het gebied onder de 3037 hoge Seetalhorn te ontsluiten. Hiervoor werd in de herfst van 1978 Touristica Grächen AG opgericht om het project te onderzoeken en kapitaal in te zamelen. Nog in hetzelfde jaar wilde de nieuwe maatschappij een bouwvergunning verkrijgen. Uiteindelijk duurde het tot begin 1981 tot de financiering rond was. Vanwege bezwaren van de Zwitserse natuurbeschermingsbond duurde het nog tot 11 juli 1983 voordat daadwerkelijk met de bouw kon worden begonnen. De nieuwe gondelbaan werd in 9 maanden gebouwd en geleverd door de Zwitserse fabrikant Von Roll-Habegger uit Thun. De baan overwon in 12 minuten een hoogteverschil van 1220 meter en had een lengte van 2806 meter. Om schade aan het woud te beperken, waren sommige masten meer dan 40 meter hoog. Het bergstation met aanhorig bergrestaurant bevond zich op 2868 meter.
In 1984 werd eveneens een nieuwe gondelbaan naar de Hannigalp in gebruik genomen. Deze was van hetzelfde type als de Seetalhornbahn. Vanaf dat moment gingen de beide liftmaatschappijen van het bergdorp samenwerken onder de naam Bergbahnen Grächen.
Door erosie boven de boomgrens in het hooggebergte vergde de Seetalhornbahn veel onderhoud. Sommige masten moesten vanwege verschuiving van de bodem verschillende malen worden verplaatst. Daarnaast bleef de Hannigalp het belangrijkste skigebied van Grächen. Tot slot werd een nieuwe stoeltjeslift aangelegd, waarmee ook vanuit de Hannigalp het skigebied onder de Seetalhorn kon worden bereikt. Hierdoor was het niet langer rendabel om de Seetalhornbahn te handhaven.
In 2011 werd begonnen met de afbraak van de Seetalhornbahn. Tegelijk werd de capaciteit van de Hannigalpbahn verhoogd door de kabelbaan en stations volledig te vernieuwen en te vervangen door een moderne 8-persoonsgondelbaan.